# Gloria Giatras Zoi
Zoi Gloria Giatras (Prato, 11 agosto 1991) è una calciatrice italiana, difensore della Res Roma.

## Palmarès

### Club
- Campionato italiano di Serie B: 1

Reggiana (Sassuolo): 2016-2017
- Campionato italiano di Serie A2: 1

Scalese: 2012-2013